# Zhang Xinxin
Zhang Xinxin (en chino: 张欣欣; 13 de junio de 2004) es una deportista china que compite en gimnasia en la modalidad de trampolín.
Ganó una medalla de oro en el Campeonato Mundial de Gimnasia en Trampolín de 2021, en la prueba sincronizada. Además, consiguió una medalla de oro en los Juegos Mundiales de 2025.

## Palmarés internacional
| Campeonato Mundial | Campeonato Mundial | Campeonato Mundial | Campeonato Mundial |
| Año                | Lugar              | Medalla            | Prueba             |
| ------------------ | ------------------ | ------------------ | ------------------ |
| 2021               | Bakú (Azerbaiyán)  | Medalla de oro     | Sincronizado       |